# Reid McClure
Reid McClure (10 november 1995) is een Canadees wielrenner die anno 2018 rijdt voor Team Novo Nordisk. Net als de rest van die ploeg lijdt hij aan diabetes mellitus.

## Carrière
Toen McClure drie jaar was werd hij gediagnosticeerd met suikerziekte. In 2014 werd hij uitgenodigd voor een trainingskamp van Team Novo Nordisk. Vanwege zijn prestaties daar kreeg hij voor het seizoen 2015 een plaats aangeboden in hun opleidingsteam. Twee jaar later werd hij prof. In zijn eerste seizoen als prof nam hij onder meer deel aan de Ronde van Utah en de Ronde van Hainan.

## Ploegen
- 2017 –  Team Novo Nordisk
- 2018 –  Team Novo Nordisk

Benhamouda · Calabria · Cherhal · Clancy · Gioux · Henttala · van IJzendoorn · Kamstra · de Keijzer · Lozano · McClure · Mejías · Peron · Planet · Poli · Valognes · Verschoor · Williams · Brand (stagiair)
Benhamouda · Brand · Calabria · Clancy · Gioux · Henttala · van IJzendoorn · Kamstra · Lozano · McClure · Mini · Peron · Planet · Poli · Valognes · Williams